# Нессельвенгле
Нессельвенгле (нім. Nesselwängle) — громада округу Ройтте у землі Тіроль, Австрія.
Нессельвенгле лежить на висоті 1136 м над рівнем моря і займає площу 23,02 км². Громада налічує 420 мешканців.
Густота населення 18/км².
|                                        |
| Нессельвенгле на мапі округу та землі. |

 Адреса управління громади: Nesselwängle 74, 6672 Nesselwängle.